# スコティッシュ・アビエーション パイオニア
スコティッシュ・アビエーション
パイオニア
1957年ファーンボロー国際航空ショーに展示されたイギリス空軍所属のパイオニアCC.1
- 用途：多用途輸送機
- 製造者：スコティッシュ・アビエーション
- 運用者：英国空軍、マレーシア、セイロン
- 初飛行：1947年11月5日
- 生産数：59機
- 運用開始：1950年
- 退役：1969年（英空軍）

スコティッシュ・アビエーション パイオニア（Scottish Aviation Pioneer）は、英国のスコティッシュ・アビエーション社で製造されたSTOL機である。操縦士と5名までの乗員を載せることのできる本機は、負傷兵の救出や連絡業務に使用された。

## 設計と開発
パイオニアは英航空省が発行した小型連絡機の要求仕様 A.4/45に合致するように計画された。出力240 hpのデ・ハビランド ジプシー・クイーンを装着した3座の試作機A4/45は、キャビンの屋根に主翼が取り付けられた高翼機であった。"スコティッシュ・アビエーション プレストウィック・パイオニア"（"Scottish Aviation Prestwick Pioneer"）の名称で4機の試作機（シリアルナンバー VL515, VL516, VL517とVL518）が発注されたが、結局最初の2機が完成しただけで、この試作初号機（VL515）は1947年に初飛行を行った。
ジプシー・クイーン エンジンを使用したことは不満足な性能という結果となり、A.4/45は英空軍から発注されることはなかった。その代わりにスコティッシュ・アビエーション社は民間機型を製造することに決め、"パイオニア II"として2機の試作機（VL515とVL516）に新しくより高出力のエンジンを装着することにした。
パイオニア IIの試作機は、G-AKBFの民間登録記号を与えられた以前のパイオニア Iの試作機（VL515）であり、出力520 hp のアルヴィス レオニダス エンジンを装着して1950年5月5日に初飛行を行った。パイオニア Iの試作2号機（VL516）も同様に改装され、G-ANAZ の民間登録記号を与えられた。パイオニア IIは非常に優れたSTOL性能を発揮し、英空軍からパイオニア C.C.1として発注された。
英空軍に納入されることになったシリアルナンバーXE512の最初のパイオニア C.C.1は1953年8月11日に引き渡されたが、皮肉なことにXE512は1947年以来のプレストウィック・パイオニアの試作機にアルヴィス レオニダス 星型エンジンを装着し、英空軍の使用向けに仕立て直した機体であった（つまりVL-515がG-AKBZになり、その後再び軍用シリアルナンバーXE512に戻った）。同様に続いて納入された3機の機体（製造番号102、103と104）は、試作2号機のVL516/G-ANAZと半完成品の試作3号、4号機のVL517、VL518であった。これらの機体はXE513、XE514とXE515として各々1953年8月15日、9月3日と1954年2月10日に引き渡された。

## 運用の歴史
英空軍はマレー危機、アデン、キプロスでパイオニアを負傷兵の救助といった任務に広範囲に使用した。パイオニアは通常の航空機よりも大型のスラットとフラップを装備し、非常に短い不整地滑走路でも運用可能で、僅か225 ftの距離があれば離陸できた。1969年まで少数の機体が運用され続けた。パイオニアはセイロン空軍とマレーシア空軍でも運用された。
唯一現存するシリアルナンバーXL703のパイオニア C.C.1は、最終号機から3機前の機体である。この機は1956年12月18日に英空軍に納入され、1968年10月からイギリス空軍博物館が保管していた。1989年4月からはイギリス空軍博物館のコスフォード館で展示されている（http://www.rafmuseum.org.uk/cosford/collections/aircraft/aircraft_histories/69-A-186%20Pioneer%20CC1%20XL703.pdf を参照）。

## 派生型
- パイオニア : 4座のSTOL輸送機。出力 240-hp (179-kW)のデ・ハビランド ジプシー・クイーン32 エンジンを装着。
- パイオニア 2 : 5座のSTOL輸送機。出力 520-hp (388-kW)のアルヴィス レオニダス（英語版） エンジンを装着。
- パイオニア CC Mk 1 : 英空軍向けの5座STOL負傷兵救出/連絡機。

## 運用
スリランカ (セイロン)
- セイロン空軍（英語版） - （6機。元々英空軍からシリアルナンバーXL668からXL674として発注された機体が生産中にセイロン空軍発注分に転用）

 マレーシア
- マレーシア空軍 - （9機）

 イギリス
- イギリス空軍
  - 第20飛行隊
  - 第78飛行隊
  - 第209飛行隊
  - 第215飛行隊
  - 第230飛行隊
  - 第267飛行隊

## 要目
(Pioneer C.C.1) Aircraft of the Royal Air Force
- 乗員：1名
- 搭載量：4名
- 全長：10.47 m (34 ft 4 in)
- 全幅：15.17 m (49 ft 9 in)
- 全高：3.13 m (10 ft 3 in)
- 翼面積：36.3 m² (390 ft²)
- 翼面荷重：72.6 kg/m² (14.9 lb/ft²)
- 空虚重量：1,743 kg (3,835 lb)
- 全備重量：2,636 kg (5,800 lb)
- 出力重量比：0.147 kW/kg (0.0897 hp/lb)
- エンジン：1 × アルヴィス レオニデス 502/4 星型エンジン、520 hp (388 kW)
- 最大速度：261 km/h (141 knots, 162 mph)
- 巡航速度：195 km/h (105 knots, 121 mph)
- 失速速度：58 km/h (31 knots, 36 mph)
- 巡航高度：7,010 m (23,000 ft)
- 離陸距離：69 m (225 ft)
- 着陸距離：60 m (198 ft)